# Indesign
Adobe Indesign (Marknadsfört som Adobe InDesign) är ett layout/ombrytningsprogram från Adobe Systems. Första versionen släpptes 1999.
Programmet kan ses som en efterträdare till Adobe Pagemaker, och har bland annat omfattande stöd för Opentype-formatet och de funktioner som detta erbjuder för förbättrad typografi. Indesigns främsta konkurrent har ofta ansetts vara Quarkxpress.
Adobe Indesign är en del av Adobe Creative Cloud, som är en tjänst som tillhandahåller alla Adobes programvaror och även en del molntjänster.

## Versioner
Listan nedan visar historiska versioner och uppdateras ej efter 2019.
- Indesign 1.0 (kodnamn K2): 31 augusti 1999.
- Indesign 1.5 (kodnamn Sherpa): april 2001.
- Indesign 2.0 (kodnamn Annapurna): januari 2002 (bara dagar före Quarkxpress 5). Första versionen att ha stöd för Mac OS X och inbyggt grafisk design som genomskinlighet och skuggor.
- Indesign CS (kodnamn Dragontail) och Indesign CS Pagemaker Edition (3.0): oktober 2003.
- Indesign CS2 (4.0) (kodnamn Firedrake): levererad maj 2005.
- Indesign Server (kodnamn Bishop): släppt oktober 2005
- Indesign CS3 (5.0) (kodnamn Cobalt): april 2007. Första Universal Binary-versioner att inbyggt stödja Intel-baserade Mac-datorer, reguljära uttryck, table styles, nytt gränssnitt.
- Indesign CS3 Server (kodnamn Xenon): släppt maj 2007
- Indesign CS4 (6.0) (kodnamn Basil): introducerad 23 september, levererad oktober 2008.
- Indesign CS4 Server (kodnamn Thyme)
- Indesign CS5 (7.0): släppt april 2010
- Indesign CS5.5 (7.5)
- Indesign CS6 (8.0): släppt 23 april 2012
- Indesign CC (9.2) (kodnamn Citius): släppt 15 januari 2014
- Indesign CC 2014 (10) (kodnamn Sirius): släppt 18 juni 2014
- InDesign CC 2014.1 (10.1): 6 oktober 2014;
- InDesign CC 2014.2 (10.2): 11 februari 2015;
- InDesign CC 2015 (11.0): 15 juni 2015;
- InDesign CC 2015.1 (11.1): 11 augusti 2015;
- InDesign CC 2015.2 (11.2): 30 november 2015;
- InDesign CC 2015.4 (11.4): 20 juni 2016;
- InDesign CC 2017 (12.0): 2 november 2016;
- InDesign CC 2017.1 (12.1): 14 april 2017.
- InDesign CC 2018 (13.0):
- InDesign CC 2018.1 (13.1):
- InDesign CC 2019 (14.0): oktober 2018